# Gold (Itzy-album)
Gold är den nionde EP-skivan av den sydkoreanska tjejgruppen Itzy, utgiven den 15 oktober 2024 genom JYP Entertainment. På EP:n är Lia tillbaka i gruppen, som varit frånvarande en tid på grund av psykisk ohälsa. EP:n består av 11 låtar, däribland singlarna "Gold" och "Imaginary Friend" samt fem spår från Born to Be återinspelade som en kvintett.

## Bakgrund och utgivning
Itzy uppträdde som en kvartett från september 2023 till juli 2024 medan Lia tog ett uppehåll för att återhämta sig från ångest. Under den tiden gav de ut och marknadsförde EP:n Born to Be i januari 2024 samt den japanska singeln "Algorhythm" i maj 2024. Lia återupptog sina gruppaktiviteter den 8 juli 2024, i samband med en livestream för bandets femårsdag. JYP Entertainment bekräftade samma dag att Itzy skulle släppa sin nionde EP i oktober.
Den 13 september tillkännagavs det att de skulle ge ut Gold den 15 oktober. Låtlistan och marknadsföringsschema publicerades också samma dag, med "Gold" och "Imaginary Friend" som huvudsakliga singlar. Den 30 september lanserades albumets koncepttrailer och den 7 oktober publicerades förhandsvisningar av sex av låtarna. Trailers till musikvideon för "Gold" lades ut den 9 och 11 oktober.

## Komposition
Gold består av 11 låtar. Itzy samarbetade med producenterna Ryan S. Jhun och Dem Jointz samt textförfattarna Jo Yoon-kyung och Bang Hye-hyun under produktionen av albumet. På albumet återfinns nyinspelade versioner av "Born to Be", "Untouchable", "Mr. Vampire", "Dynamite" och "Escalator" från Born to Be, med Lias sång och märkta som "Final version". Changbin från Stray Kids medverkar på "Vay" och uppges som låtskrivare.

## Marknadsföring
Efter skivsläppet kommer Itzy att hålla ett möte för sina fans den 2 november för att marknadsföra EP:n.

## Låtlista
| Nr           | Titel                                  | Text                                     | Musik                                                                                                   | Arrangemang                                                                    | Längd |
| ------------ | -------------------------------------- | ---------------------------------------- | --- | ------------------------------------------------------------------------------ | ----- |
| 1.           | Gold                                   | Ryan S. Jhun Seon Young Eeeee            | Ryan S. Jhun Dem Jointz Jen DeCilveo 8AE Bailey Flores Stan Greene                                      | Ryan S. Jhun Dem Jointz                                                        | 3:07  |
| 2.           | Imaginary Friend                       | Ryan S. Jhun                             | Ryan S. Jhun James Daniel Lewis Sorana Pacurar                                                          | Ryan S. Jhun James Daniel Lewis Jun Seo Hwan Yang                              | 3:22  |
| 3.           | Bad Girls R Us                         | Jo Yoon-kyung                            | Jason Suwito Alexandra Maria Veltri Noémie Legrand                                                      | Jason Suwito                                                                   | 3:03  |
| 4.           | Supernatural                           | Bang Hye-hyun Moon Seol-ri               | Jack Brady Jordan Roman Austin Wolfe Sofia Quinn                                                        | The Wavys                                                                      | 3:09  |
| 5.           | Five                                   | Myung Hye-in (Inhouse) Song Yu (Inhouse) | Kobee (Melange/Inhouse) Holy M (Melange/Inhouse) Voll (Inhouse) Ezit (Inhouse) Arineh Karimi Jonna Hall | Kobee (Melange/Inhouse) Holy M (Melange/Inhouse) Voll (Inhouse) Ezit (Inhouse) | 3:21  |
| 6.           | Vay (featuring Changbin of Stray Kids) | Changbin (3Racha)                        | Changbin (3Racha) Restart Chae Kang-hae                                                                 | Restart Chae Kang-hae                                                          | 2:42  |
| 7.           | Born to Be (Final version)             | Noday                                    | Arineh Karimi Gusten Dahlqvist                                                                          | Gusten Dahlqvist                                                               | 2:58  |
| 8.           | Untouchable (Final version)            | Bang Hye-hyun Lee Seu-ran                | Maria Marcus Zarah Christenson Tobias Näslund                                                           | Tobias Näslund                                                                 | 3:14  |
| 9.           | Mr. Vampire (Final version)            | Seo Ji-eum                               | Kobee (Melange/Inhouse) Holy M (Melange/Inhouse) Ezit (Inhouse) Noémie Legrand Sofia Quinn              | Melange (Inhouse) Ezit (Inhouse)                                               | 2:50  |
| 10.          | Dynamite (Final version)               | Noday                                    | Kobee (Melange/Inhouse) Holy M (Melange/Inhouse) Voll (Inhouse) Noémie Legrand Sofia Quinn              | Melange (Inhouse) Voll (Inhouse)                                               | 2:49  |
| 11.          | Escalator (Final version)              | Lee Thor                                 | G'harah 'PK' Degeddingseze Tricia Battani                                                               | G'harah 'PK' Degeddingseze Tricia Battani                                      | 3:20  |
| Total längd: | Total längd:                           | Total längd:                             | Total längd:                                                                                            | Total längd:                                                                   | 33:55 |